# シリンギン
シリンギン(Syringin)は、1841年にMeilletによってライラック(Syringa vulgaris)の皮から最初に単離された天然化合物である。それ以来、多くの種類の植物に広く分布しているのが見つかっている。エゾウコギ(Eleutherococcus senticosus)からも見つかっており、エレウテロシドBとも呼ばれる。化学的には、シナピルアルコールのグルコシドである。